# Kānī Gol-e Soflá
Kānī Gol-e Soflá (persiska: کانی گل سفلی) är en ort i Iran.   Den ligger i provinsen Kermanshah, i den nordvästra delen av landet, 500 km väster om huvudstaden Teheran. Kānī Gol-e Soflá ligger 1 336 meter över havet och antalet invånare är 151.
Terrängen runt Kānī Gol-e Soflá är kuperad.Runt Kānī Gol-e Soflá är det ganska glesbefolkat, med 34 invånare per kvadratkilometer. Närmaste större samhälle är Javānrūd, 5,1 km nordost om Kānī Gol-e Soflá. Trakten runt Kānī Gol-e Soflá består till största delen av jordbruksmark.